# أحلام الحب (فلم)
أحلام الحب هو فيلم رومانسي موسيقي مصري تم إنتاجه عام 1945، إخراج فؤاد الجزايرلي و بطولة محمد أمين، مديحة يسري.

## فريق العمل
إخراج: فؤاد الجزايرلي
تأليف:
- عبد الرحمن الخميسي
- فؤاد الجزايرلي

إنتاج: أفلام محمد أمين
بطولة:
- محمد أمين
- مديحة يسري
- هاجر حمدي
- بشارة واكيم
- علوية جميل
- محمد البكار
- إسماعيل ياسين
- زوزو نبيل
- سعيد أبو بكر

## روابط خارجية
- مقالات تستعمل روابط فنية بلا صلة مع ويكي بيانات